# The Bomb Boy
The Bomb Boy è un cortometraggio del 1914 diretto da George Fitzmaurice.

## Trama
Larry, il fattorino del telegrafo, ama la piccola Mame e le sue attenzioni incontrano la ragazza finché non interviene Terry Turk, il campione di pugilato leggero di Jersey City.